# 若鱸
若鱸（學名：Percalates colonorum）也称叉尾麥氏鱸、河口湾鲈（英語：estuary perch），為輻鰭魚綱日鱸目若鱸科若鱸屬的一種，過去被歸類在真鱸科麥氏鱸屬之中。
本魚為亞熱帶淡水魚，分布於澳洲東部及南部淡水及半鹹水流域，為特有種，體背深灰色，帶銀色光澤，腹部白色，魚鰭暗褐色，體長可達75公分，棲息在底層水域，生活習性不明，可做為食用魚。